# William Robert Spencer
William Robert Spencer (Kensington Palace, 9 gennaio 1769 – 23 ottobre 1834) è stato un nobile e poeta inglese.

## Biografia
Era il figlio più giovane di Lord Charles Spencer e di sua moglie Mary Beauclerk. Era inoltre il nipote di Charles Spencer, III duca di Marlborough da parte di padre e di Vere Beauclerk, I Barone Vere da sua madre. Nato a Kensington Palace, Spencer è stato educato alla Harrow School e al collegio di Christ Church (Oxford) anche se lasciò gli studi senza aver conseguito una laurea.
L'intelligenza e l'arguzia di Spencer lo resero un membro popolare della società. Come molti suoi parenti, apparteneva al gruppo Whig legato a Charles James Fox e Richard Brinsley Sheridan, oltre ad essere un ospite fisso del Principe del Galles. Non desiderava una vita pubblica, preferendo l'attività di scrittore di versi. Nel 1796 pubblicò una versione inglese del Lenore di Gottfried August Bürger, e nel 1802 stravolse il romanticismo tedesco nella sua Urania, rappresentata in teatro a Drury Lane. Tra i suoi pezzi più noti, che furono pubblicati in una raccolta delle sue poesie nel 1811, c'erano la famosa ballata "Beth Gelert" e "Too Late I Stayed". I suoi scritti sono stati molto apprezzati dai suoi contemporanei, calorosamente lodati da personaggi come Sir Walter Scott, John Wilson e Lord Byron.
Spencer fu brevemente parlamentare alla Camera dei Comuni, ma rinunciò al suo seggio nel 1797 per diventare Commissioner of the Stamps in modo da sostenere la sua famiglia. Ricoprì la carica fino al 1826, cedendola dopo essersi trasferito a Parigi l'anno prima a causa delle sue difficoltà finanziarie. Spencer trascorse i suoi ultimi anni a Parigi, morendo lì nell'ottobre del 1834. Le sue spoglie furono riportate in Inghilterra e sepolte nella chiesa di Harrow.

## Matrimonio e discendenza
Nel 1791 sposò Susan, figlia del conte Jenison-Walworth, ciambellano dell'Elettore palatino, dalla quale ebbe cinque figli e due figlie:
- Louisa Georgiana Spencer (21 agosto 1792 - 16 luglio 1866) sposò Edward Canning;
- Aubrey Spencer (1795 - 1872), divenne primo vescovo di Terranova nel 1839, e in seguito vescovo della Giamaica;
- Harriet Carolina Octavia Spencer (5 gennaio 1798 - 1831) sposò Charles Westerholt;
- George Spencer (1799 - 1866), fu nel 1837 consacrato secondo vescovo di Madras;
- Frederick William Spencer (1807-?).

## Ascendenza
|                                          |                                         |                                                     | Genitori                               |  |  | Nonni |  |  | Bisnonni                                 |  |  | Trisnonni                              |  |
|                                          |                                         |                                                     |                                        |  |  |       |  |  | Charles Spencer, III conte di Sunderland |  |  | Robert Spencer, II conte di Sunderland |  |
|                                          |                                         |                                                     |                                        |  |  |       |  |  | Charles Spencer, III conte di Sunderland |  |  | Robert Spencer, II conte di Sunderland |  |
|                                          |                                         | Anne Digby                                          |                                        |  |  |       |  |  | Charles Spencer, III conte di Sunderland |  |  |                                        |  |
| Charles Spencer, III duca di Marlborough |                                         |                                                     |                                        |  |  |       |  |  | Charles Spencer, III conte di Sunderland |  |  |                                        |  |
|                                          |                                         | Anne Churchill                                      | John Churchill, I duca di Marlborough  |  |  |       |  |  |                                          |  |  |                                        |  |
|                                          |                                         | Anne Churchill                                      | John Churchill, I duca di Marlborough  |  |  |       |  |  |                                          |  |  |                                        |  |
|                                          |                                         | Anne Churchill                                      | Sarah Jenyns                           |  |  |       |  |  |                                          |  |  |                                        |  |
| Charles Spencer                          |                                         | Anne Churchill                                      |                                        |  |  |       |  |  |                                          |  |  |                                        |  |
|                                          |                                         | Thomas Trevor, II barone Trevor                     | Thomas Trevor, I barone Trevor         |  |  |       |  |  |                                          |  |  |                                        |  |
|                                          |                                         | Thomas Trevor, II barone Trevor                     | Thomas Trevor, I barone Trevor         |  |  |       |  |  |                                          |  |  |                                        |  |
|                                          |                                         | Thomas Trevor, II barone Trevor                     | Elizabeth Searle                       |  |  |       |  |  |                                          |  |  |                                        |  |
| Elizabeth Trevor                         |                                         | Thomas Trevor, II barone Trevor                     |                                        |  |  |       |  |  |                                          |  |  |                                        |  |
|                                          |                                         | Elizabeth Burrell                                   | Timothy Burrell                        |  |  |       |  |  |                                          |  |  |                                        |  |
|                                          |                                         | Elizabeth Burrell                                   | Timothy Burrell                        |  |  |       |  |  |                                          |  |  |                                        |  |
|                                          |                                         | Elizabeth Burrell                                   | Elizabeth Chilcott                     |  |  |       |  |  |                                          |  |  |                                        |  |
| William Robert Spencer                   |                                         | Elizabeth Burrell                                   |                                        |  |  |       |  |  |                                          |  |  |                                        |  |
|                                          | Charles Beauclerk, I duca di St. Albans | Charles II, re d'Inghilterra, di Scozia e d'Irlanda |                                        |  |  |       |  |  |                                          |  |  |                                        |  |
|                                          | Charles Beauclerk, I duca di St. Albans | Charles II, re d'Inghilterra, di Scozia e d'Irlanda |                                        |  |  |       |  |  |                                          |  |  |                                        |  |
|                                          | Charles Beauclerk, I duca di St. Albans | Eleanor Gwyn                                        |                                        |  |  |       |  |  |                                          |  |  |                                        |  |
| Vere Beauclerk, I barone Vere            | Charles Beauclerk, I duca di St. Albans |                                                     |                                        |  |  |       |  |  |                                          |  |  |                                        |  |
|                                          |                                         | Diana de Vere                                       | Aubrey de Vere, XX conte di Oxford     |  |  |       |  |  |                                          |  |  |                                        |  |
|                                          |                                         | Diana de Vere                                       | Aubrey de Vere, XX conte di Oxford     |  |  |       |  |  |                                          |  |  |                                        |  |
|                                          |                                         | Diana de Vere                                       | Diana Kirke                            |  |  |       |  |  |                                          |  |  |                                        |  |
| Mary Beauclerk                           |                                         | Diana de Vere                                       |                                        |  |  |       |  |  |                                          |  |  |                                        |  |
|                                          |                                         | Thomas Chambers                                     | Thomas Chambers                        |  |  |       |  |  |                                          |  |  |                                        |  |
|                                          |                                         | Thomas Chambers                                     | Thomas Chambers                        |  |  |       |  |  |                                          |  |  |                                        |  |
|                                          |                                         | Thomas Chambers                                     | …                                      |  |  |       |  |  |                                          |  |  |                                        |  |
| Mary Chambers                            |                                         | Thomas Chambers                                     |                                        |  |  |       |  |  |                                          |  |  |                                        |  |
|                                          |                                         | Mary Berkeley                                       | Charles Berkeley, II conte di Berkeley |  |  |       |  |  |                                          |  |  |                                        |  |
|                                          |                                         | Mary Berkeley                                       | Charles Berkeley, II conte di Berkeley |  |  |       |  |  |                                          |  |  |                                        |  |
|                                          |                                         | Mary Berkeley                                       | Elizabeth Noel                         |  |  |       |  |  |                                          |  |  |                                        |  |
|                                          |                                         | Mary Berkeley                                       |                                        |  |  |       |  |  |                                          |  |  |                                        |  |

## Opere
- W. R. Spencer, Poesie (Londra, 1835), contenente un memoriale biografico;
- Il registro annuale (1834)
- Alumni Oxonienses 1715-1886, annotato da J. Foster (4 voll., Oxford, 1891).